# Живопис індіанців
Живопис індіанців до європейської колонізації був досить різноманітним, служив як релігійним, так і прикладним цілям. Створювалися як самостійні зображення, так і у малюнки на кераміці, розфарбовані скульптури, настінні фрески тощо.

## США та Канада
На території США численні пам'ятки живопису залишили предки сучасних індіанців — культура Могольйон, Фремонтська культура та інші. До пам'яток сучасного живопису належать традиційні маски, тотемні стовпи тощо.

Живопис індіанців Північної Америки
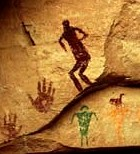
Петрогліф, південний схід штату Юта, близько 1200 до н. е., стародавні пуебло
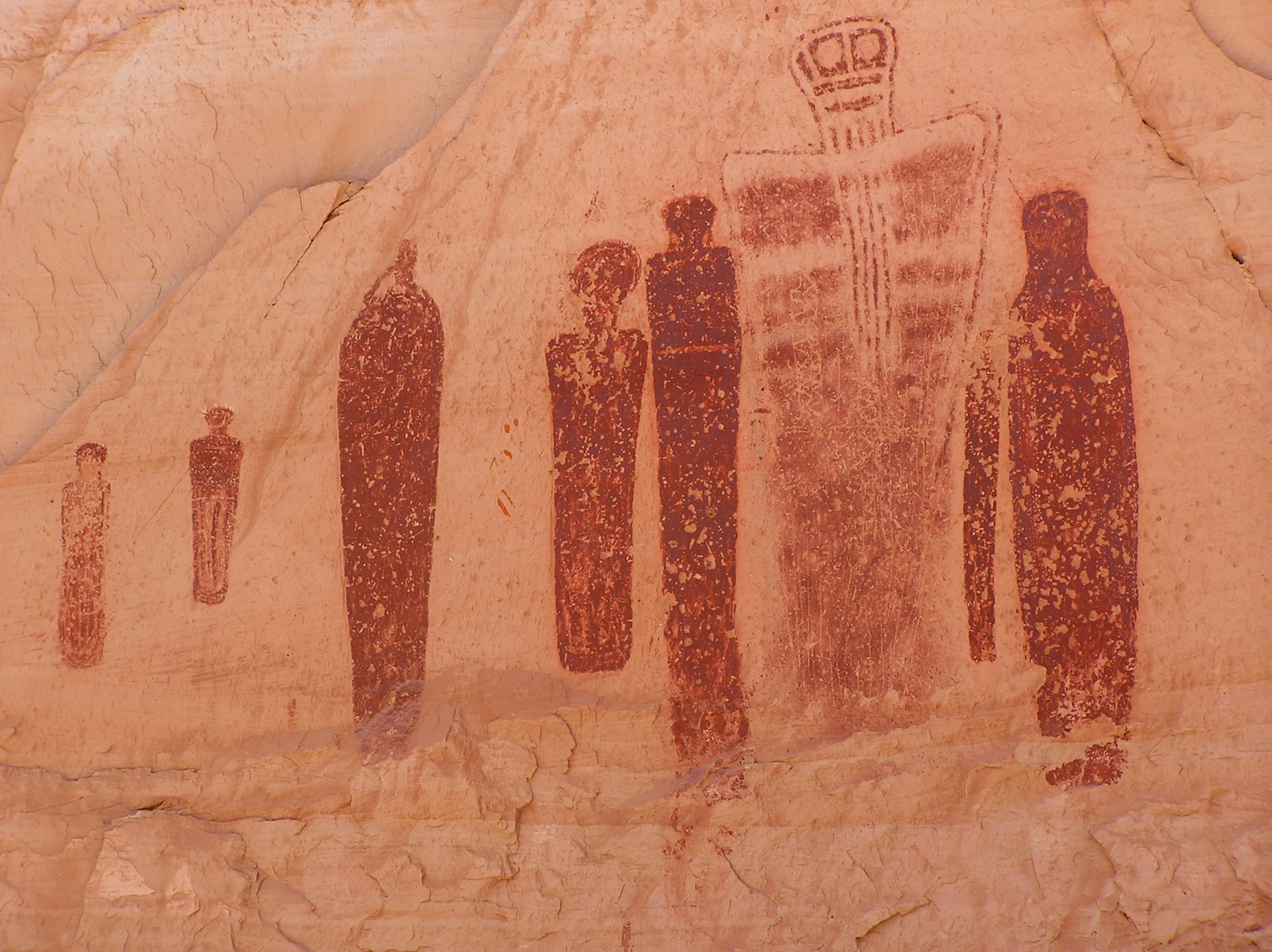
Хорсшу-Каньйон[en], наскельний живопис
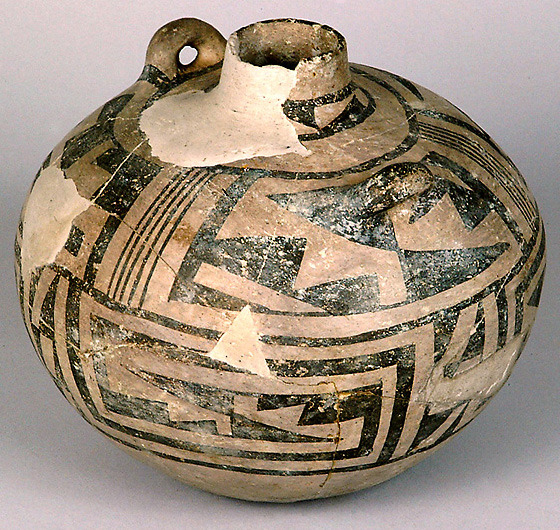
Розфарбований керамічний посуд, культура анасазі, знайдений у руїнах в Чако-Каньйоні, Нью-Мексико, близько 700-1100 н. е..
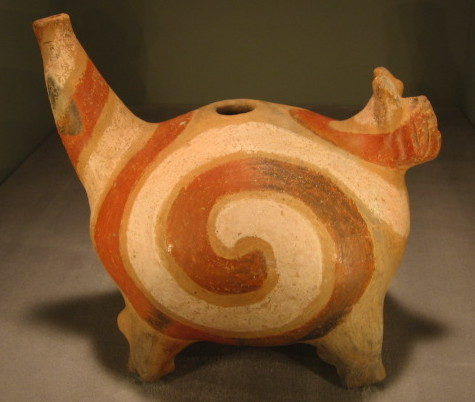
Розфарбована керамічна посудина із зображенням підводної пантери, Міссісіпська культура, виявлена в Роуз-Маунд, округ Крос, штат Арканзас, близько 1400-1600 роки
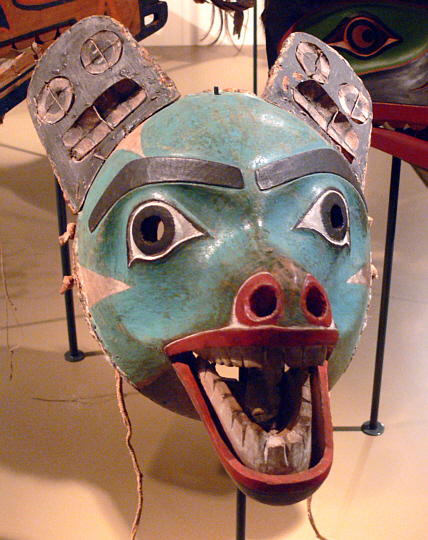
Вовча маска племені хайда, 1880 р.
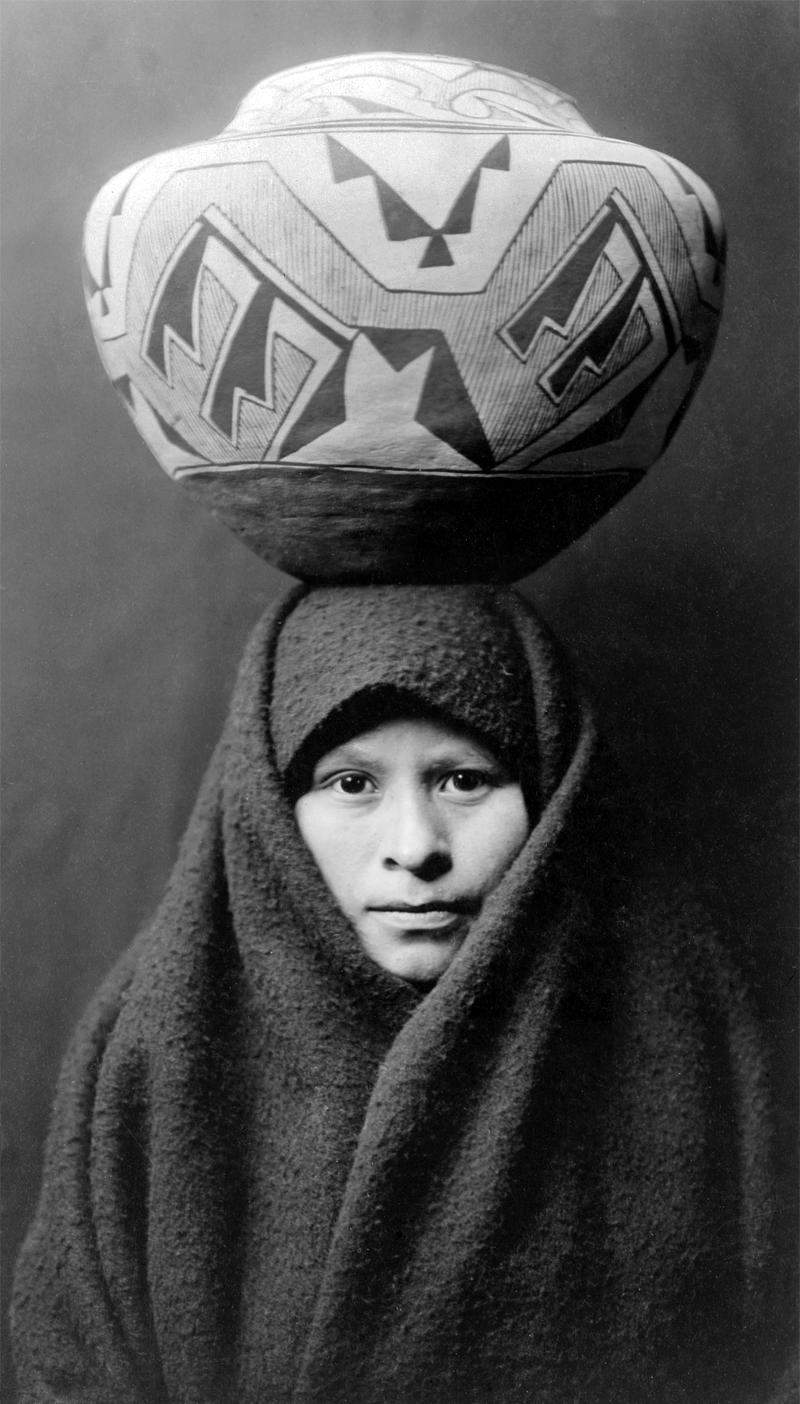
Дівчина з племені зуні, штат Нью-Мексико, тримає забарвлену керамічну посудину, близько 1903 року.
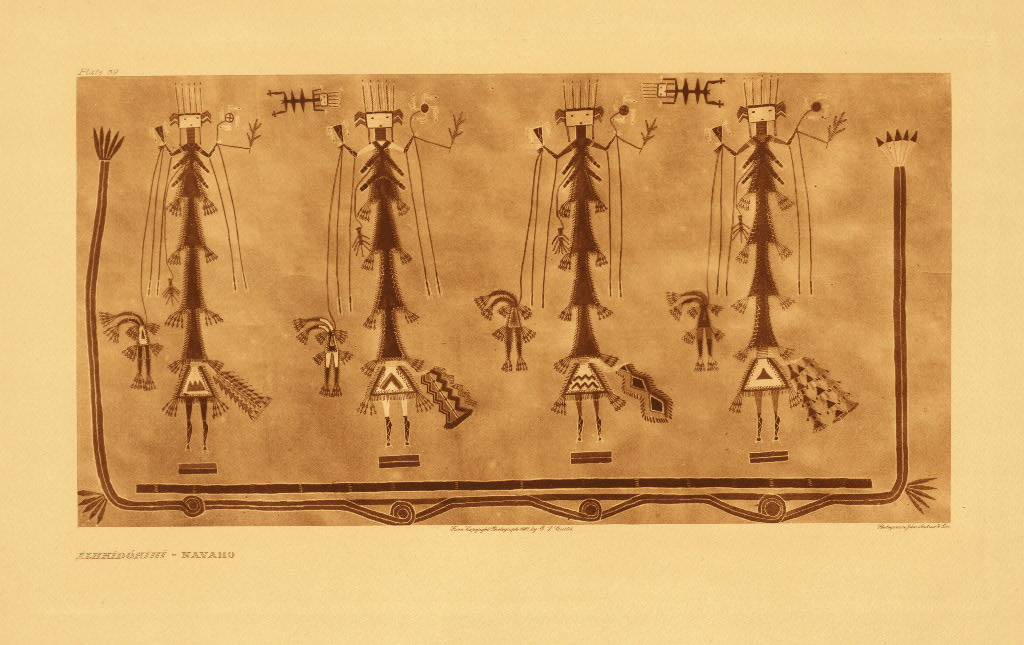
Малюнок на піску, плем'я навахо, сепія (фотогравюра), Едвард Кертіс, близько 1907 року
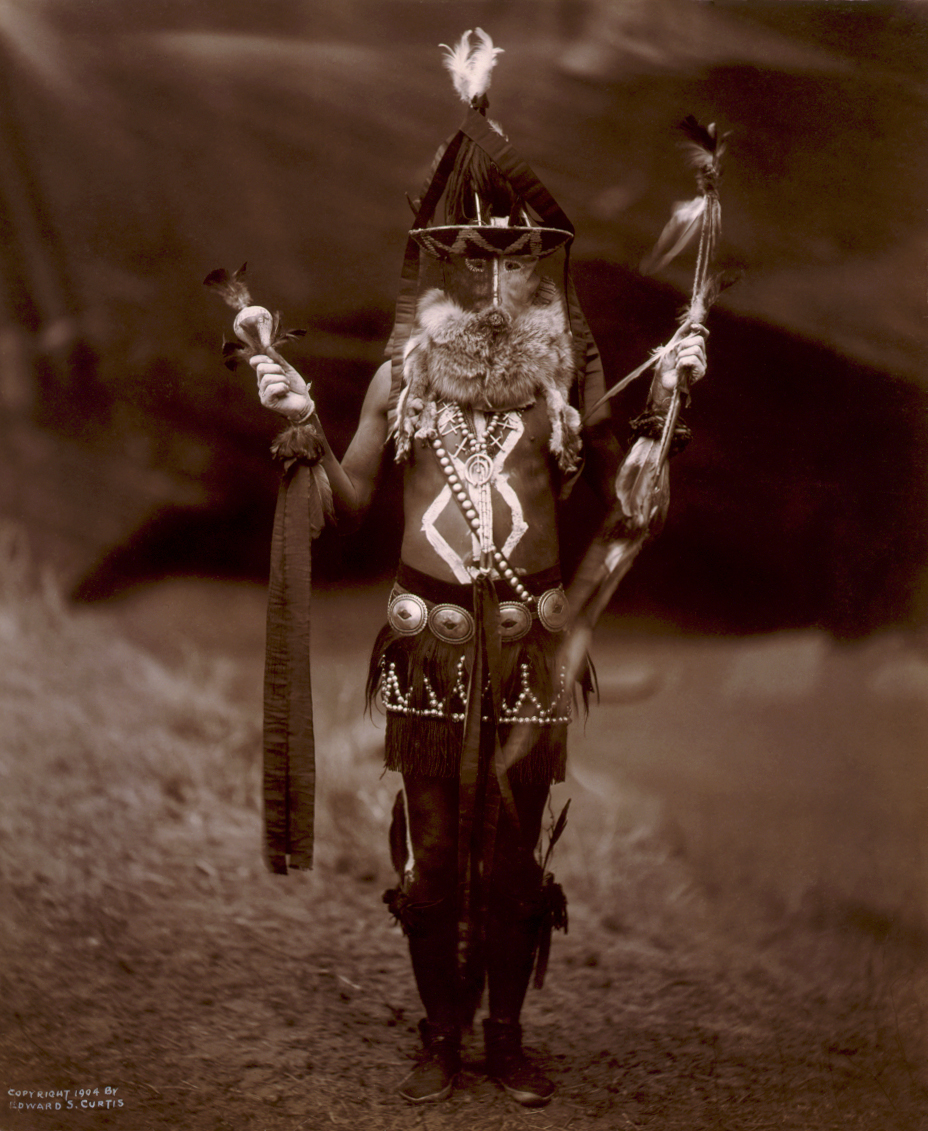
Чоловік із племені навахо у церемоніальному одязі з маскою та розфарбуванням на тілі, близько 1904 року
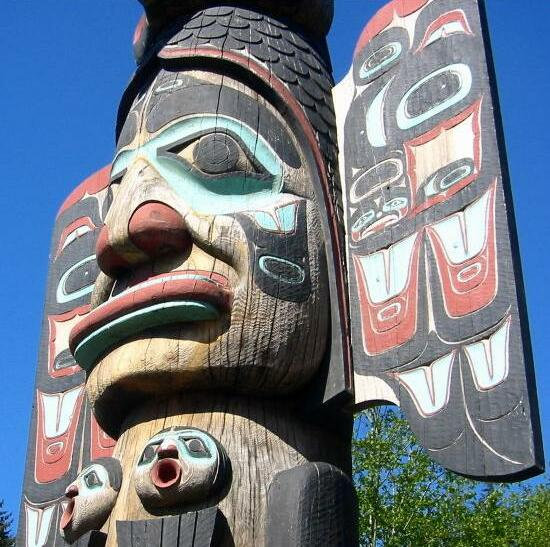
Тотемний стовп, Кетчикан, Аляска, тлінкітський стиль.
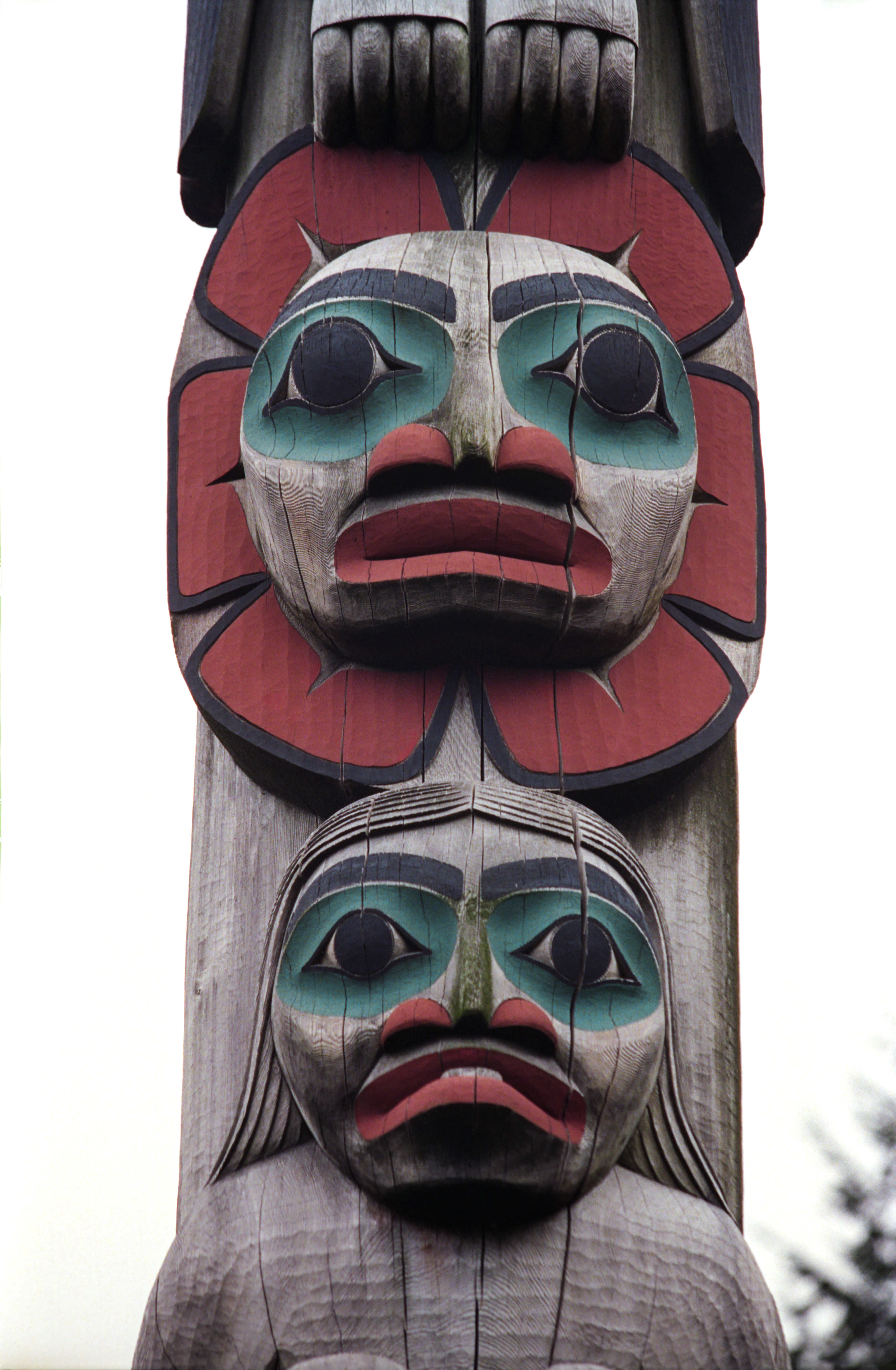
Тотемний стовп із Тотемного парку Саксман, Кетчикан, Аляска
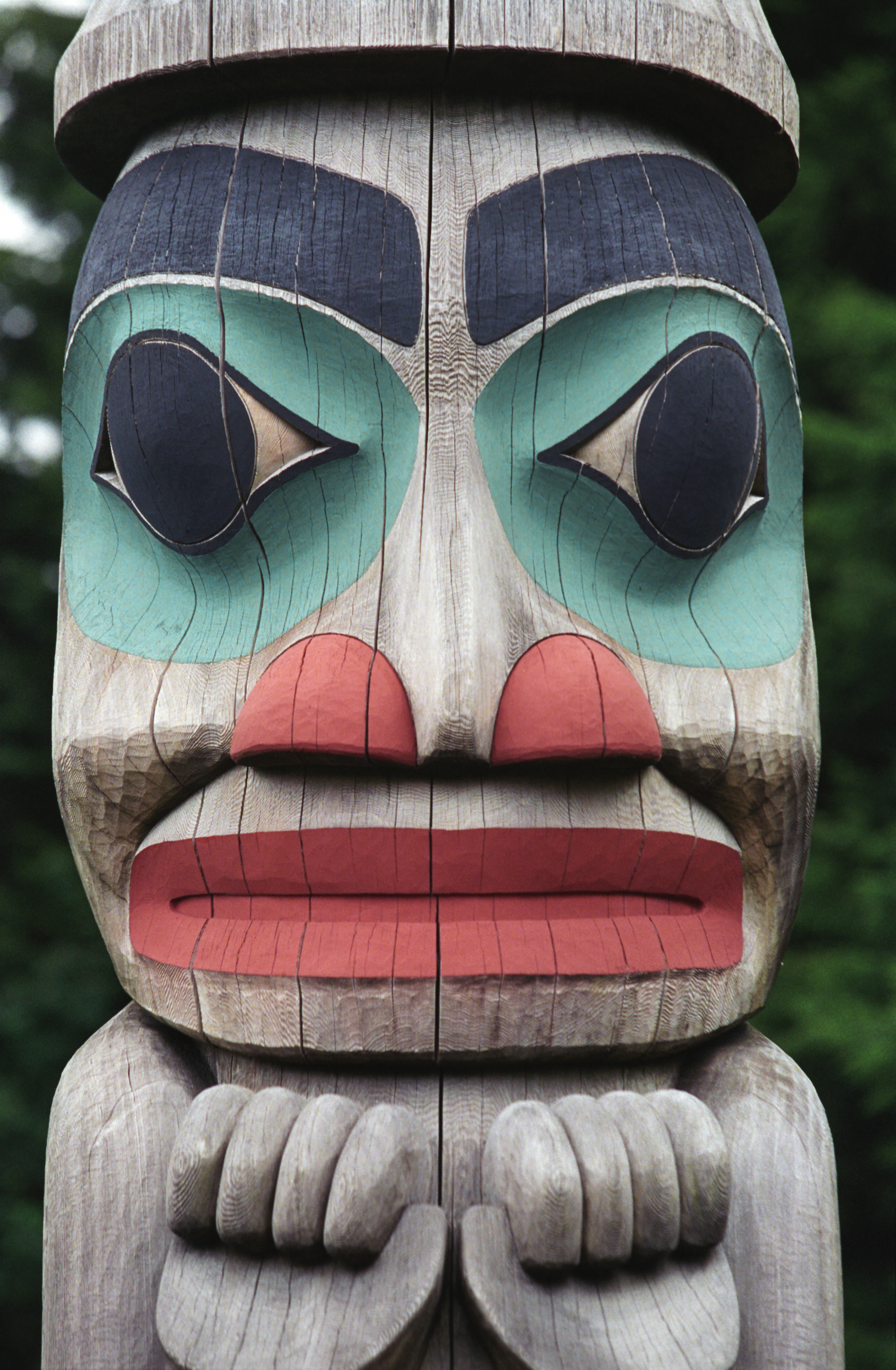
Тотемний стовп із Тотемного парку Саксман, Кетчикан, Аляска
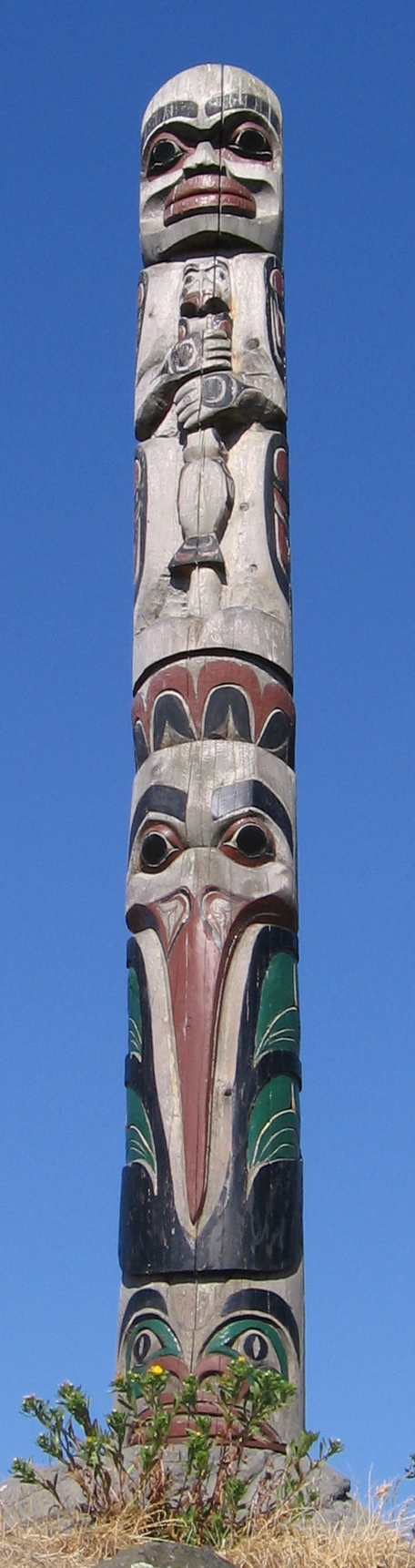
Тотемний стовп з Тотемного парку, Вікторія (Британська Колумбія) .

## Месоамерика
До пам'ятників доколумбового живопису належать настінні фрески в храмах Теотіуакана, культури мая (Бонампак) та інших, ілюстровані месоамериканські кодекси тощо.

Месоамериканський живопис
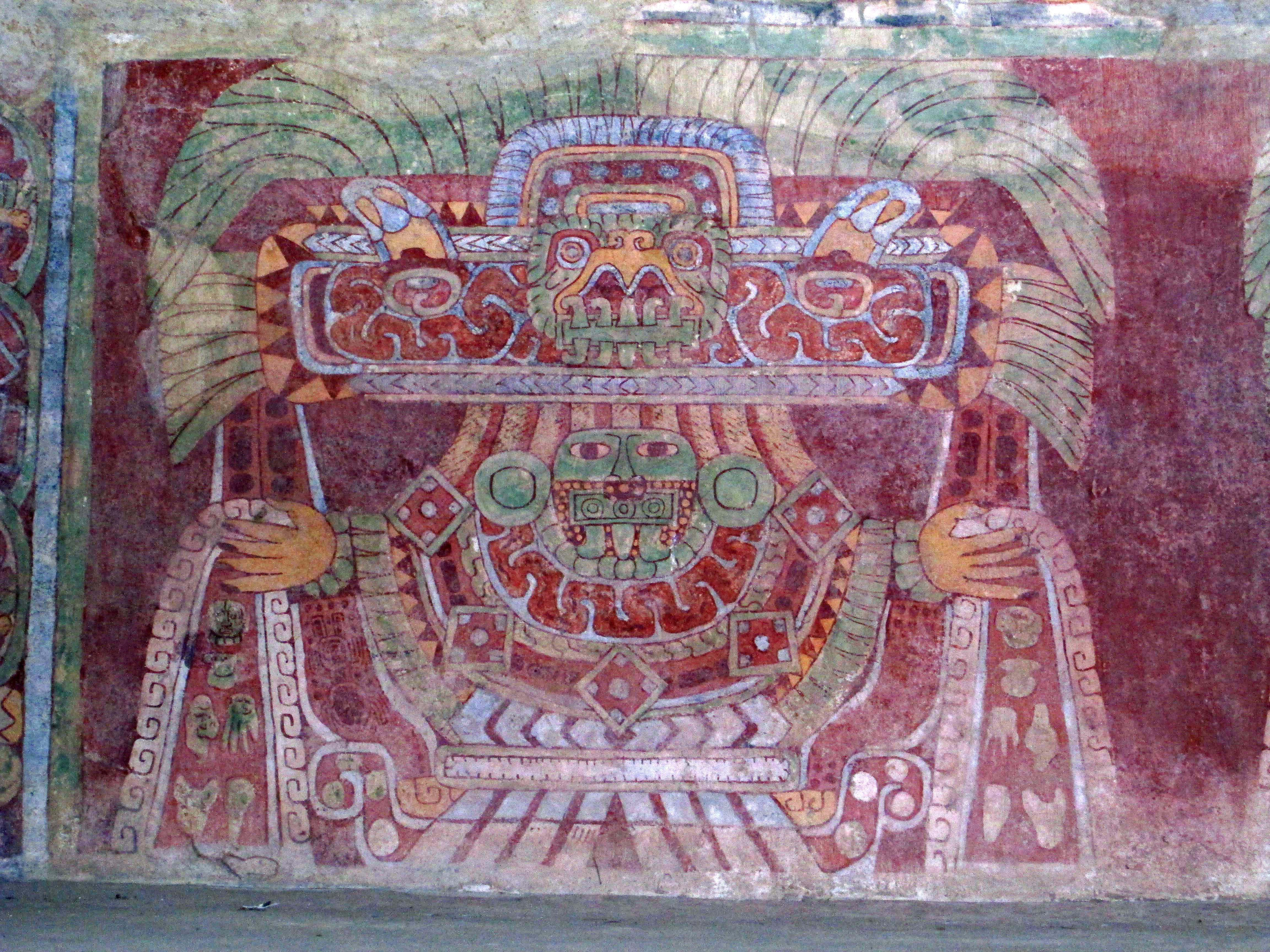
Велика богиня - настінний розпис, Теотіуакан, Мексика
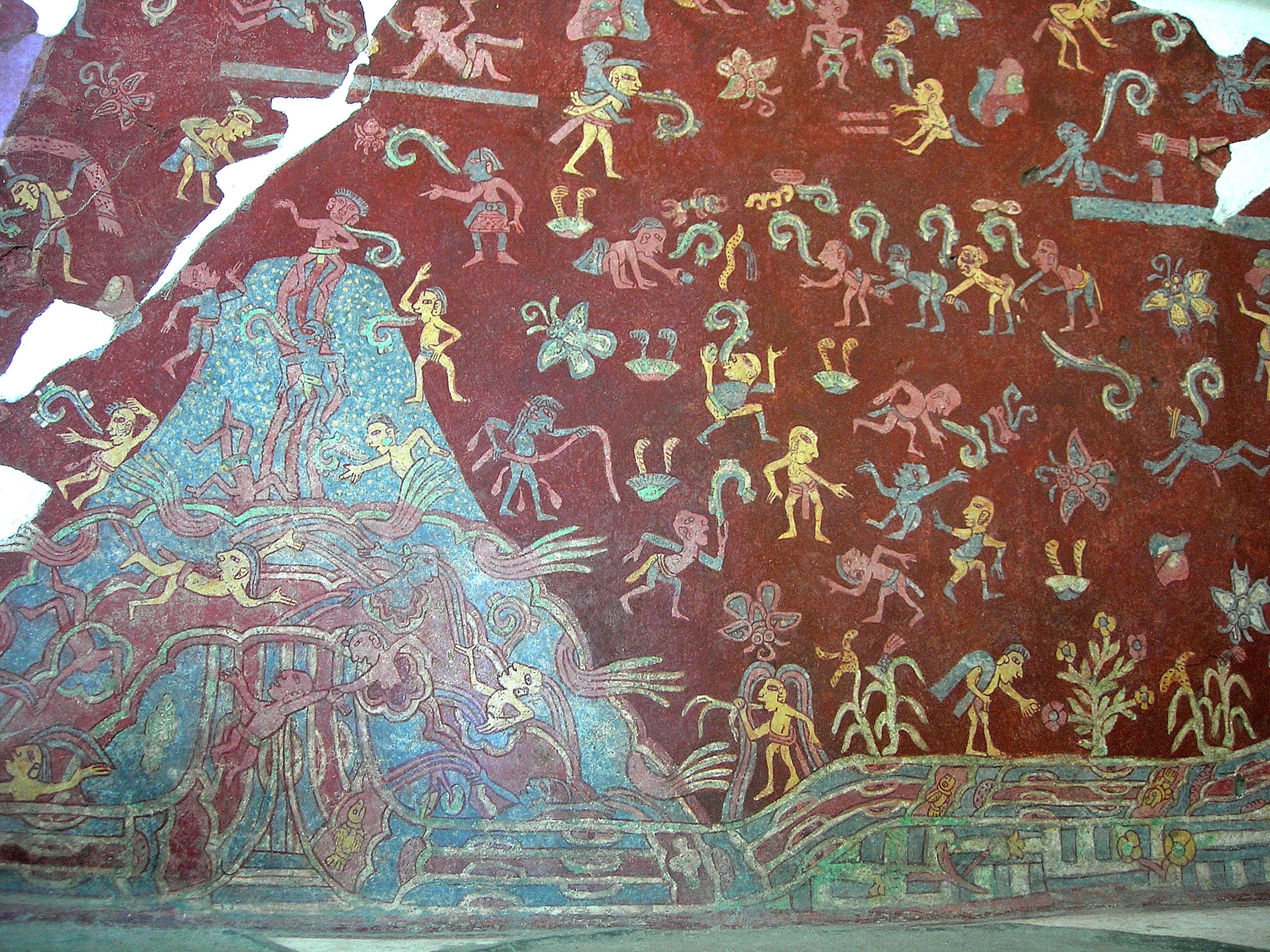
Фрагмент настінного розпису, що зберігся, з комплексу Тепантітла, ймовірно, портрет Великої богині, Мексика.
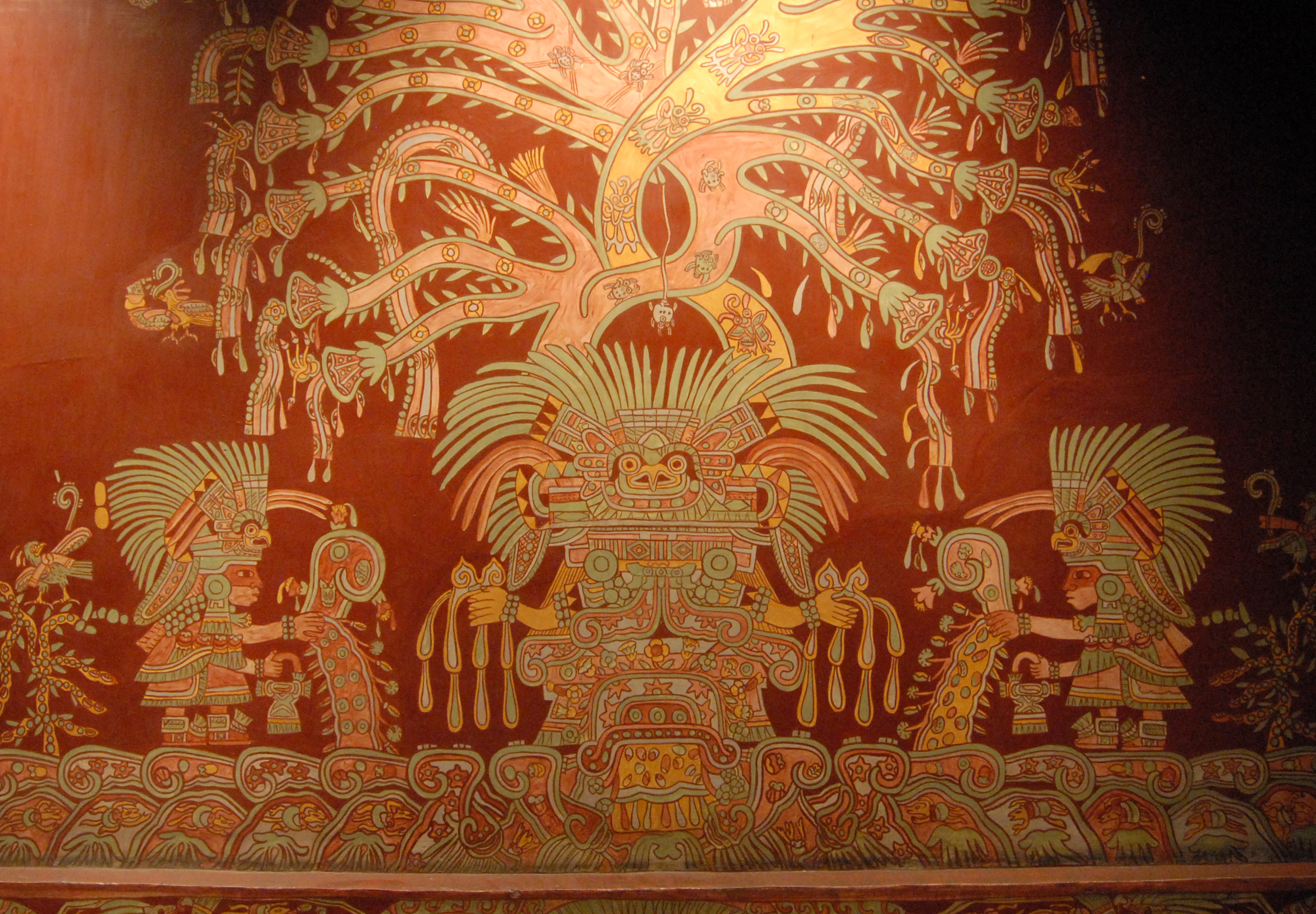
Настінний розпис з комплексу Тепантітла, ймовірно Велика богиня Теотіуакана, репродукція, Національний музей антропології, Мехіко
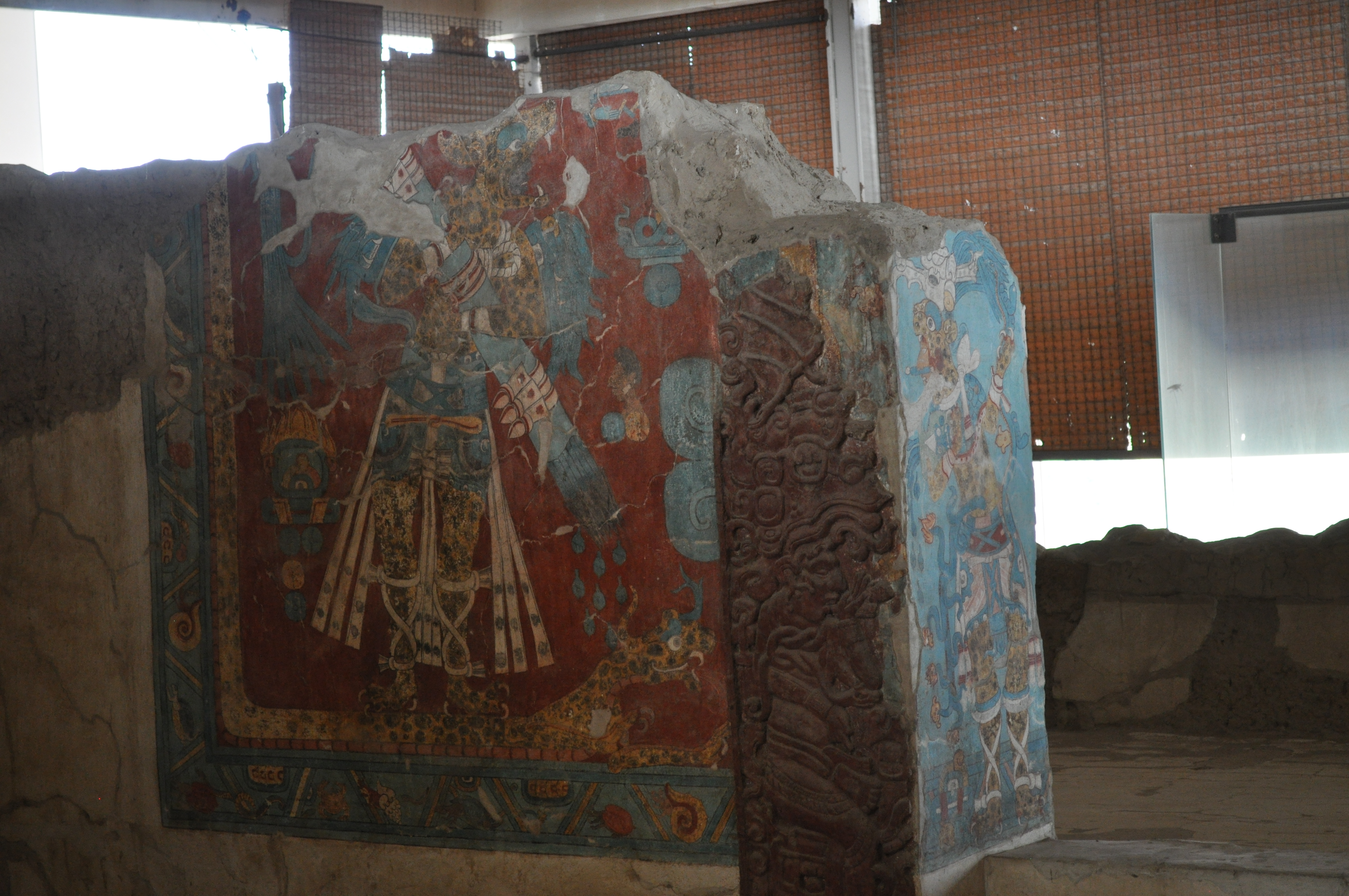
Деталь настінної фрески, близько 600-700 років, Какаштла, Мексика
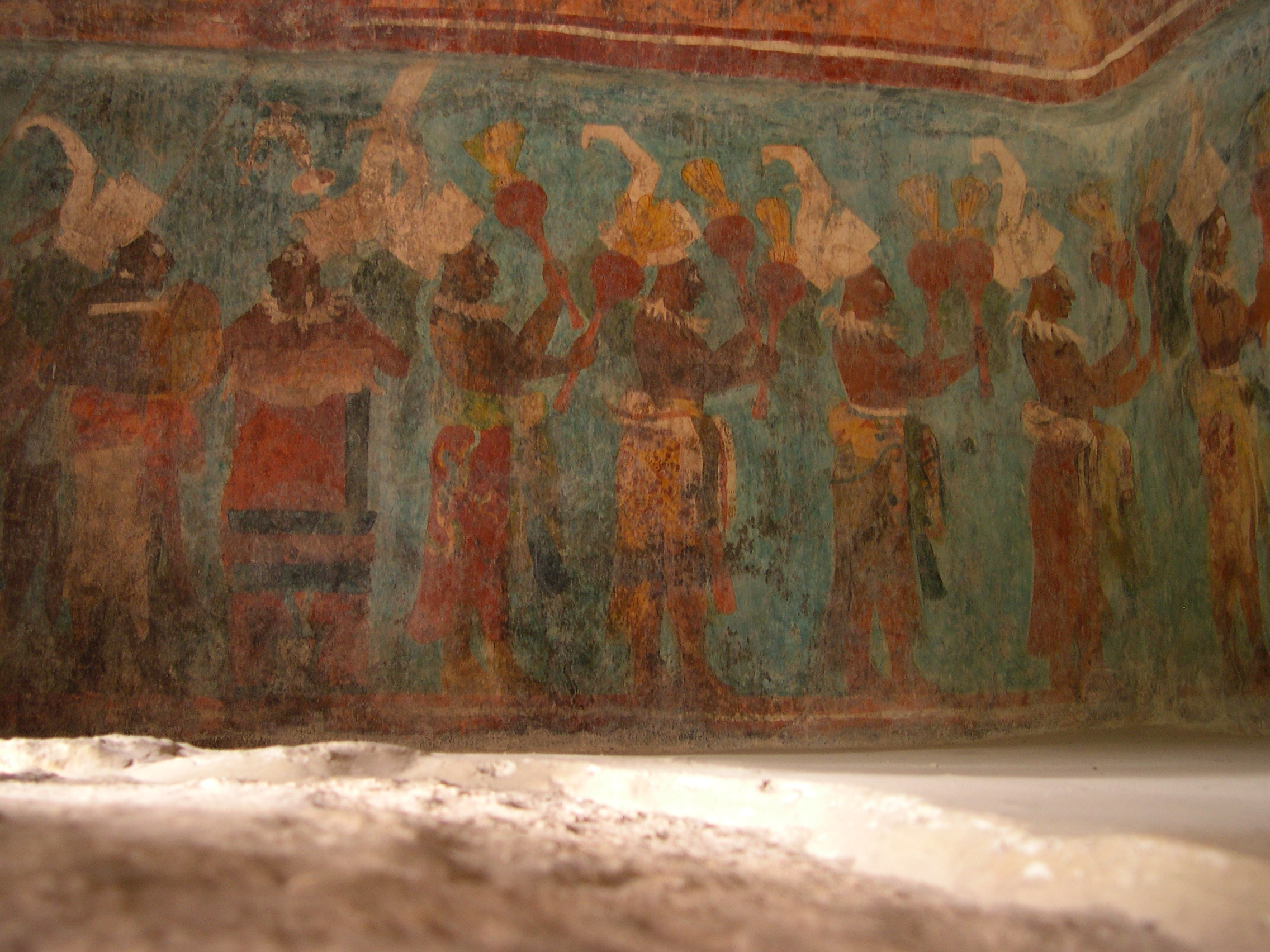
Настінний розпис мая, Бонампак, Мексика, 580-800 роки
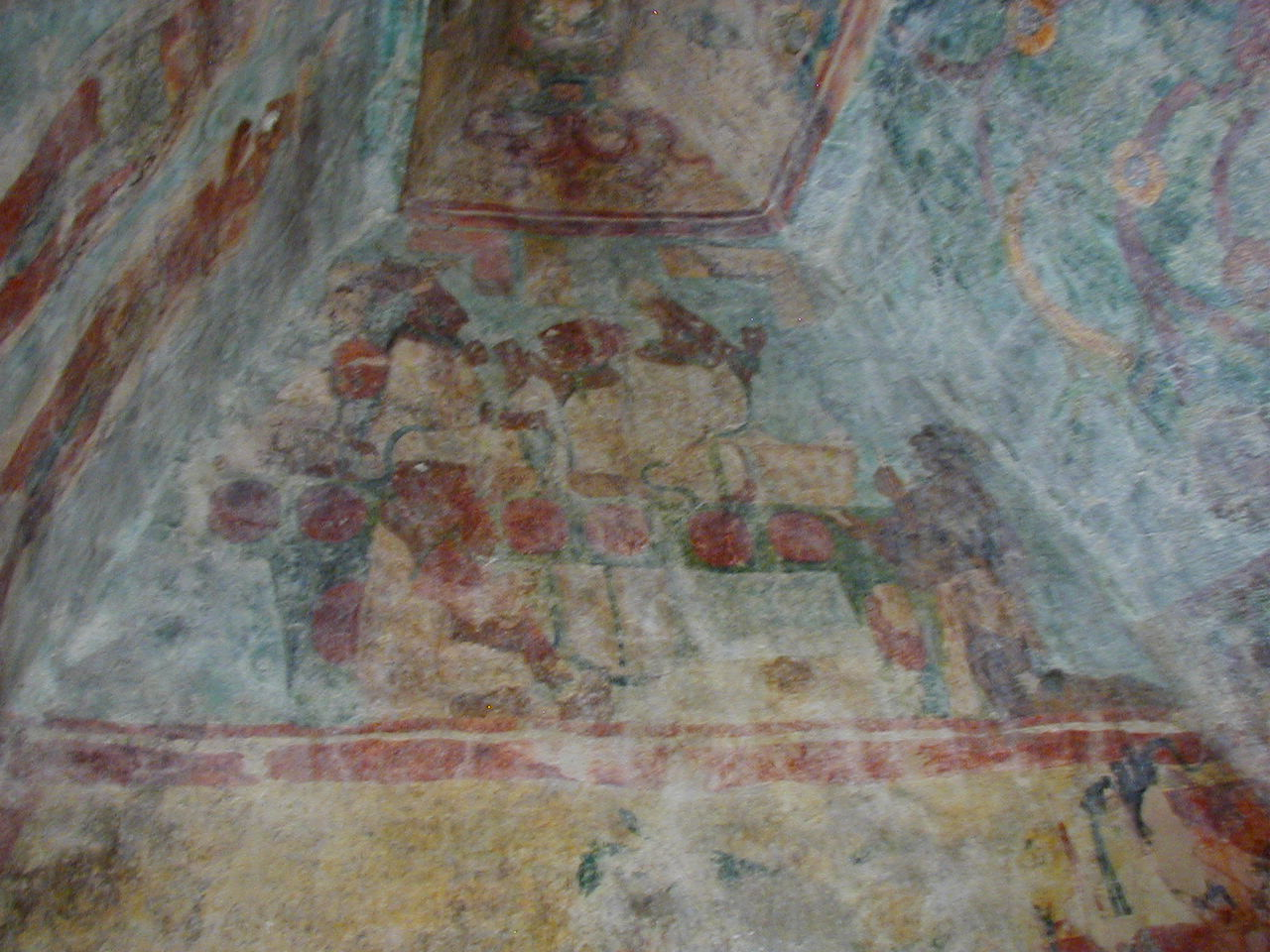
Настінний розпис мая, Бонампак, Мексика, 580-800 роки
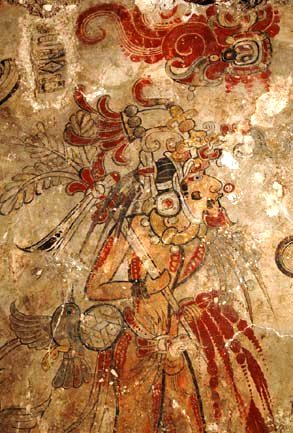
Настінний розпис мая, Гватемала, докласичний період (1-250 роки н. е.)
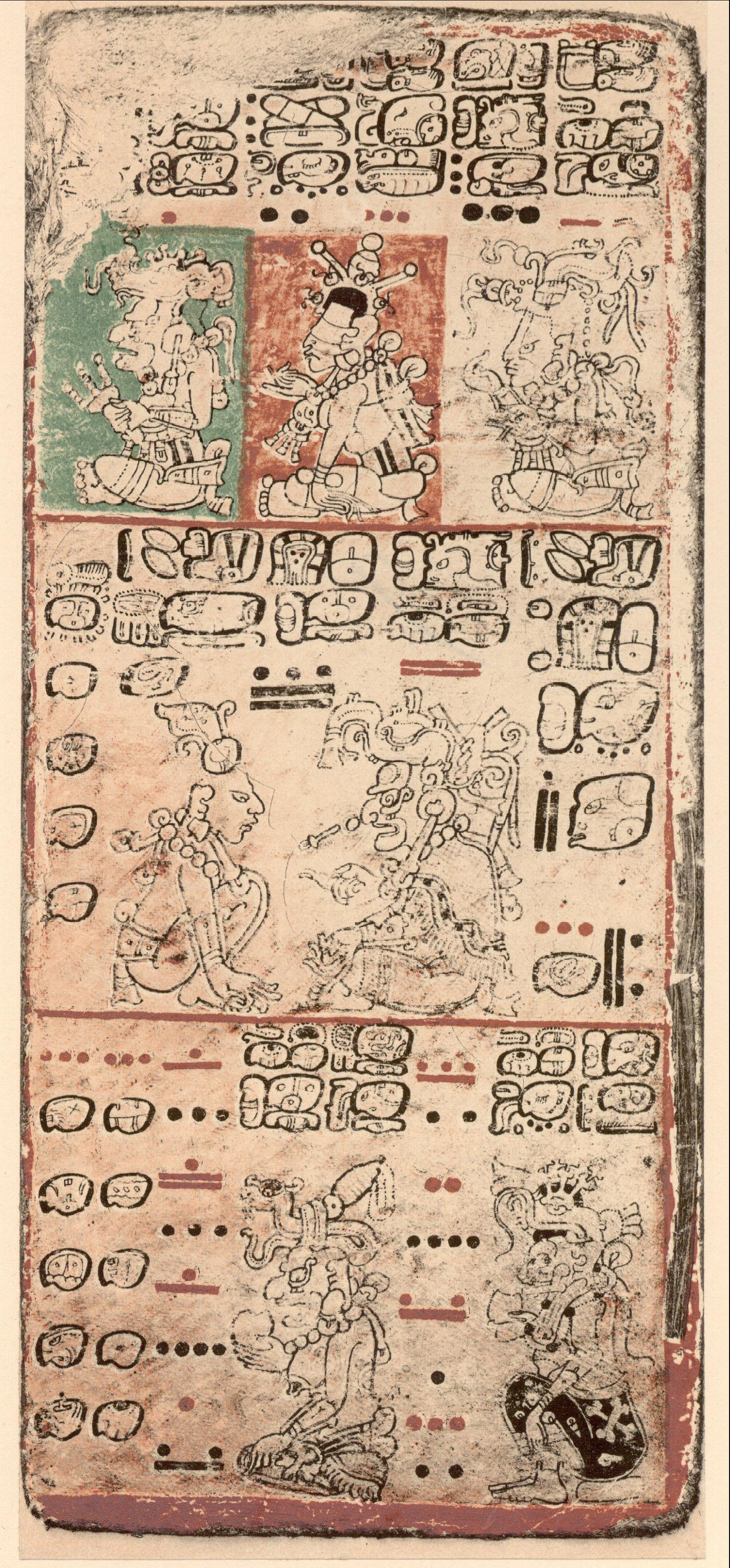
Малюнок із Дрезденського кодексу мая
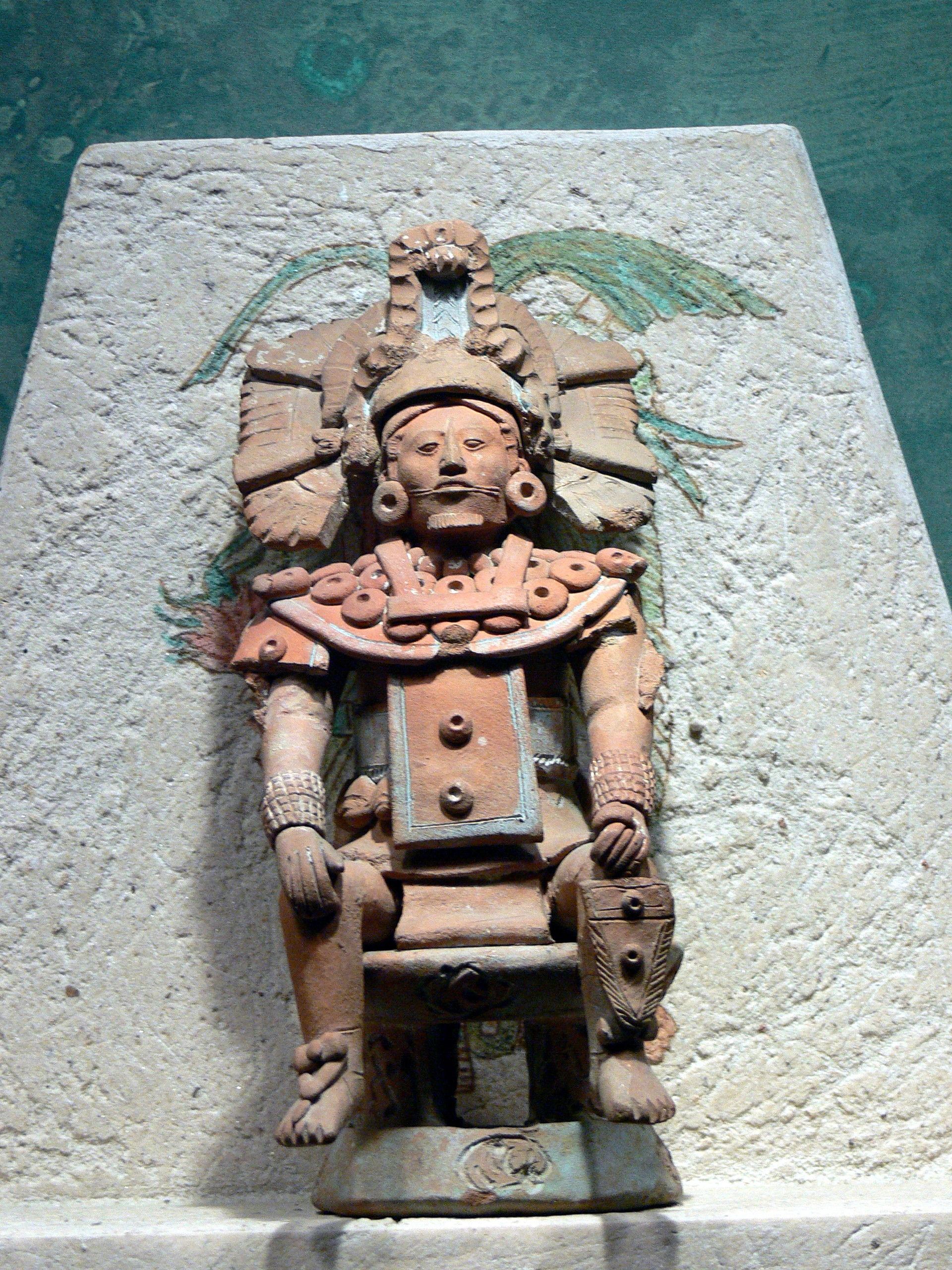
«Випивоха», розмальована керамічна статуетка, острів Хайна, культура мая, 400-800 роки
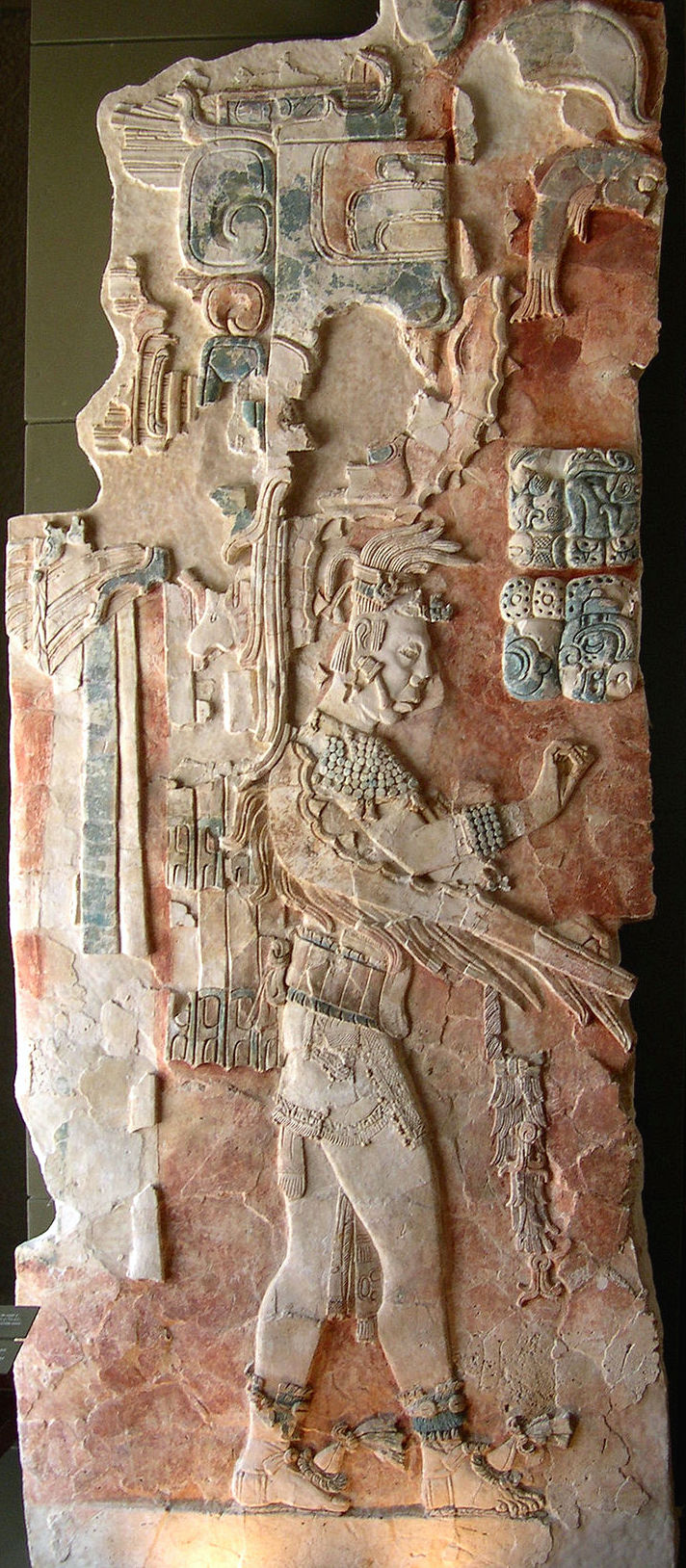
Розписний рельєф з Паленке, що зображує сина імператора. Культура мая, VII-VIII століття
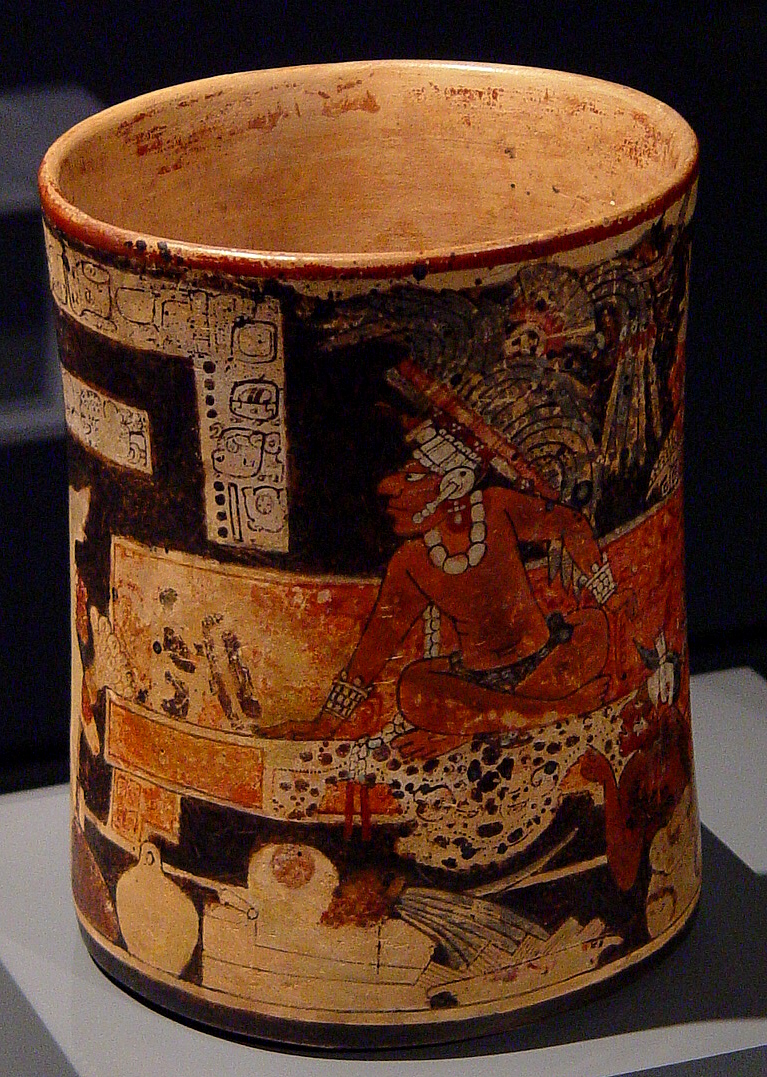
Імператор у шкурі ягуара, розпис на посудині, культура мая, 700-800-х роки
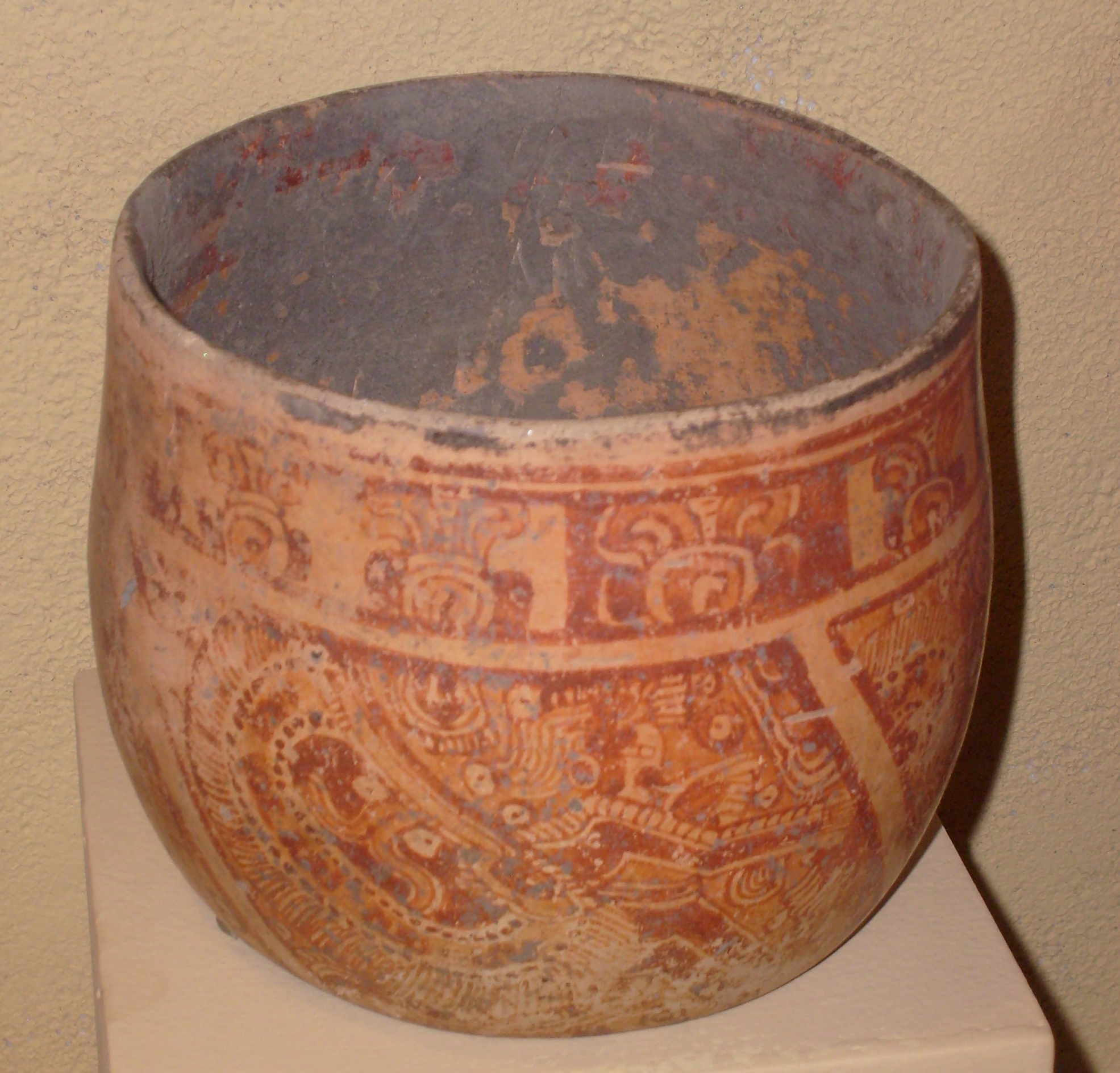
Розпис на амфорі, культура мая, VII-IX століття, Копан, Гондурас
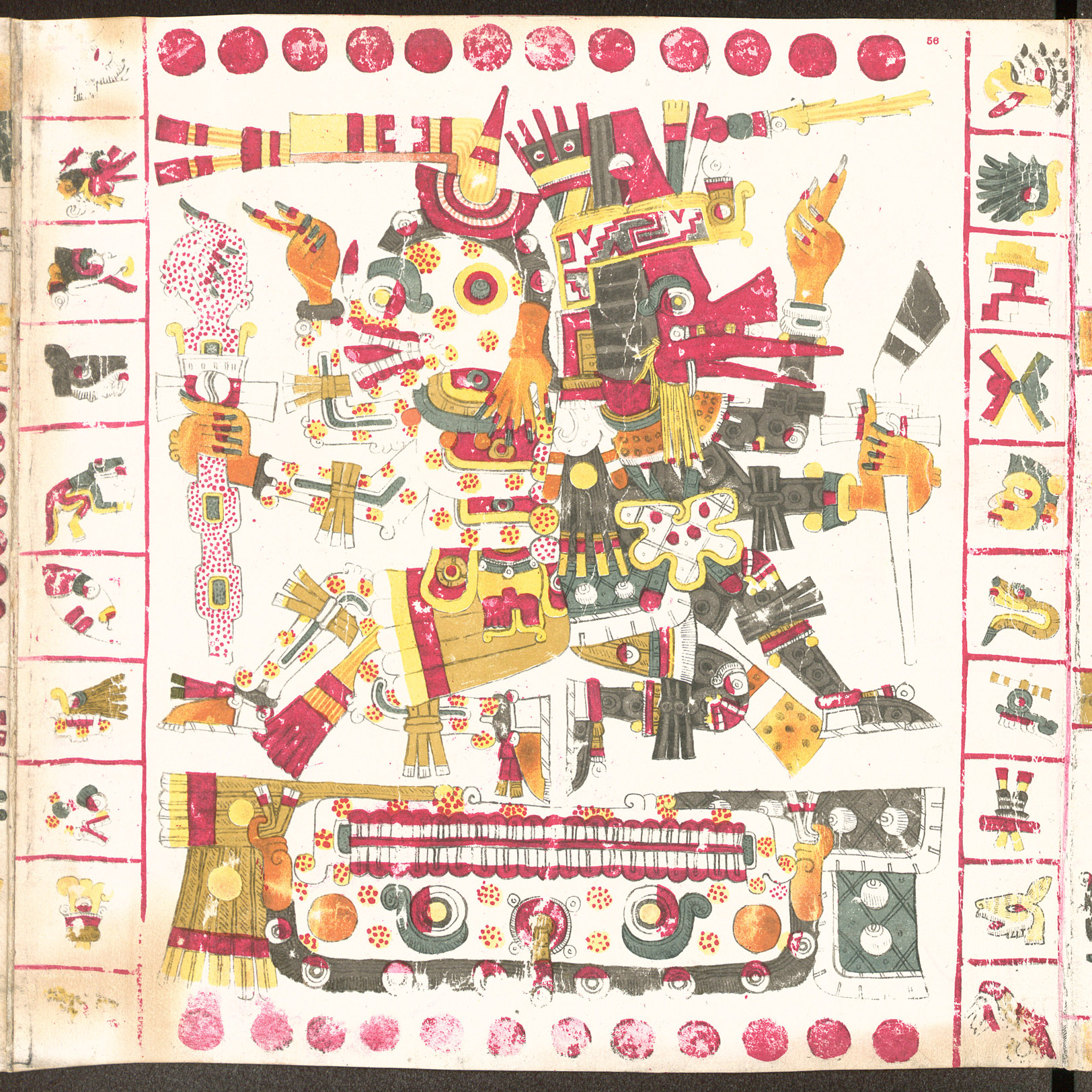
Ацтекський малюнок, Кодекс Борджіа
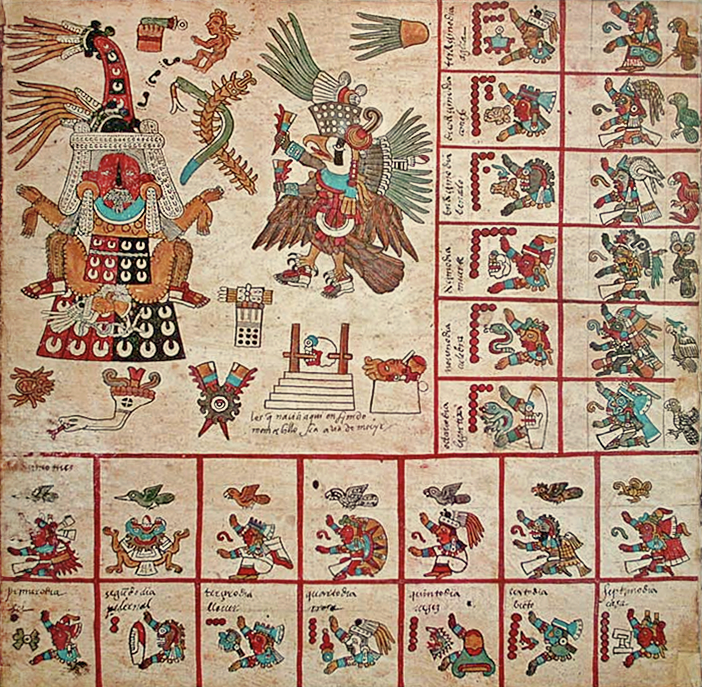
Ацтекський малюнок, Бурбонський кодекс
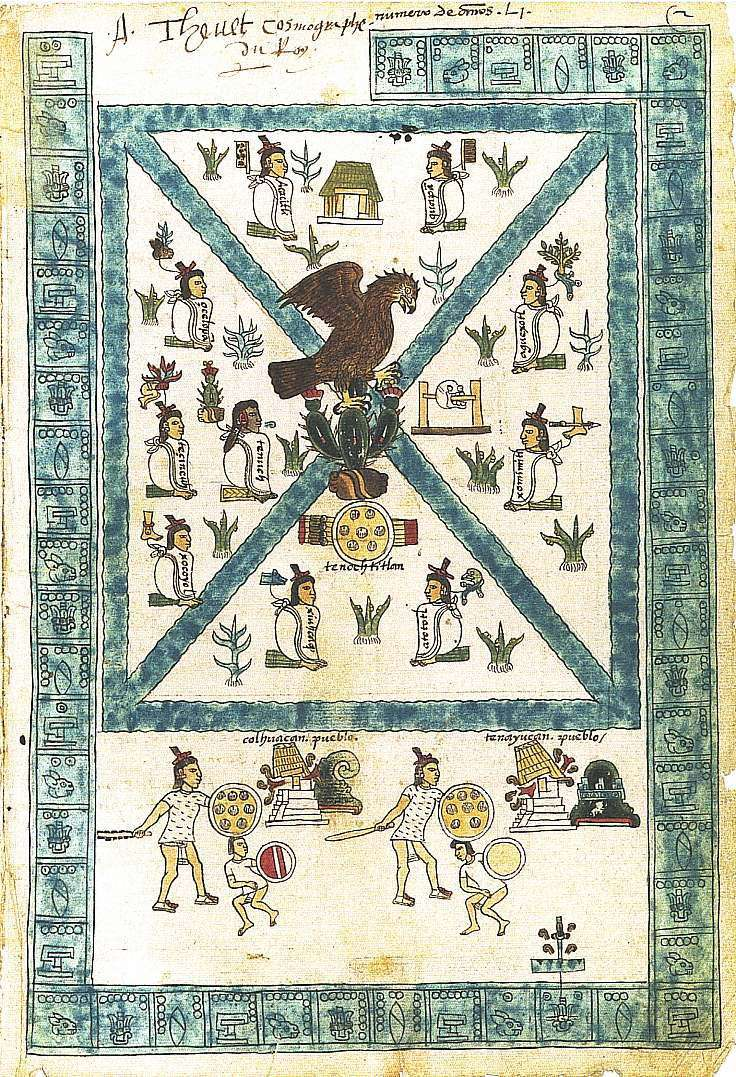
Малюнок із Кодексу Мендоси, Мексика, близько 1553 року

## Південна Америка

Живопис індіанців Південної Америки
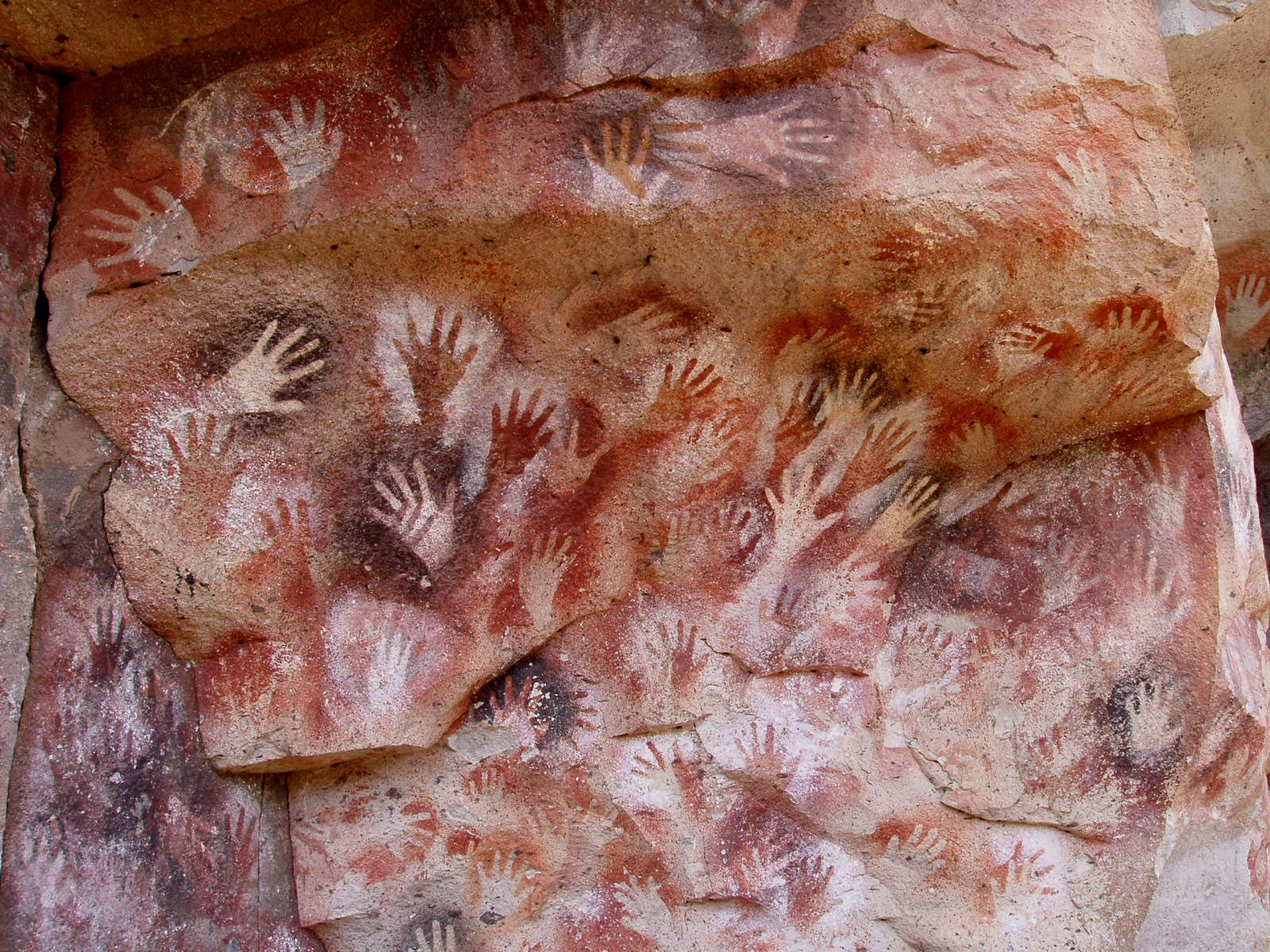
Печера рук Ріо-Пінтурас, провінція Санта-Крус, Аргентина (близько 7300 до н. е.)
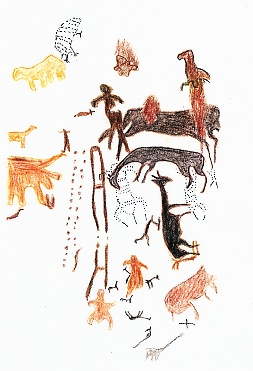
Наскельний живопис у печері Токепала, Перу
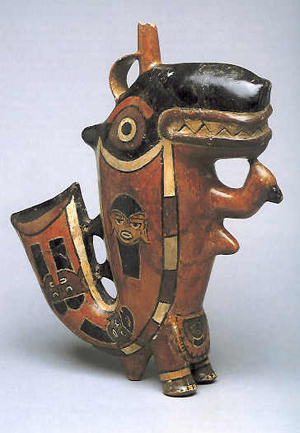
Косатка, пофарбована кераміка, культура Наска, музей Ларко, Ліма, Перу
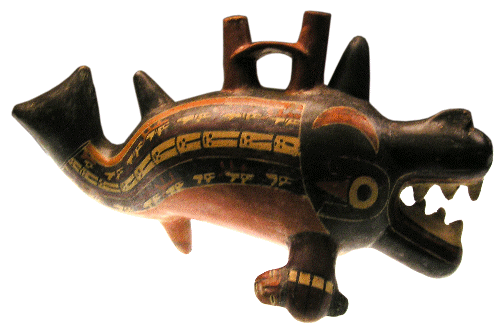
Пофарбована кераміка, культура Наска, Перу
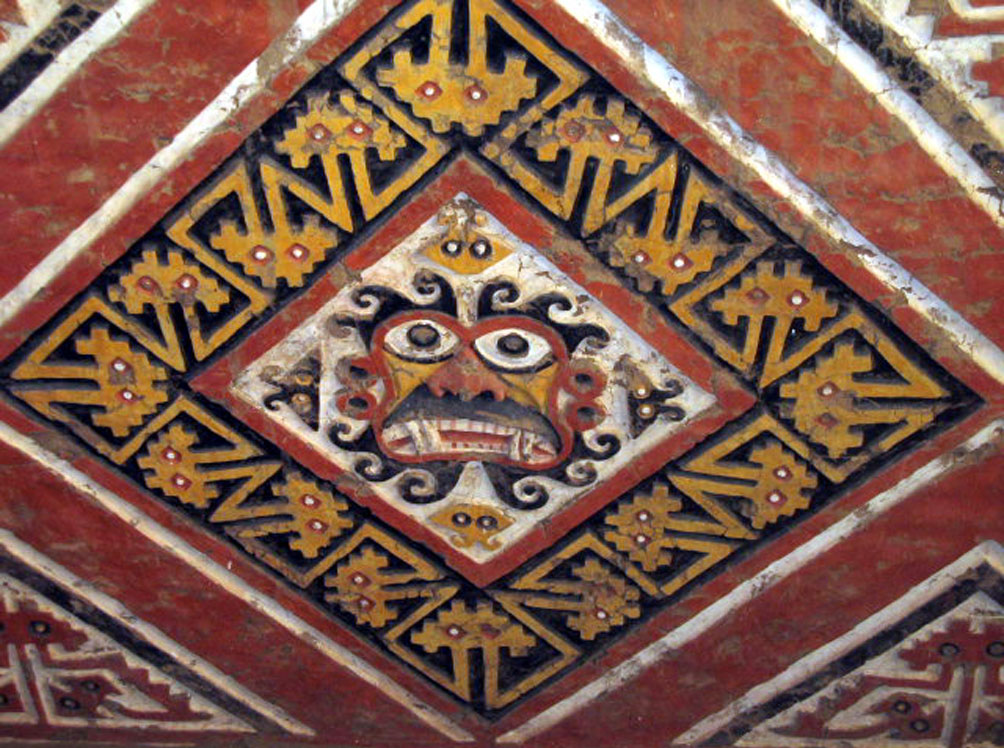
Настінний розпис "Той, що відсікає голову", культура Моче, Храм Місяця, Перу
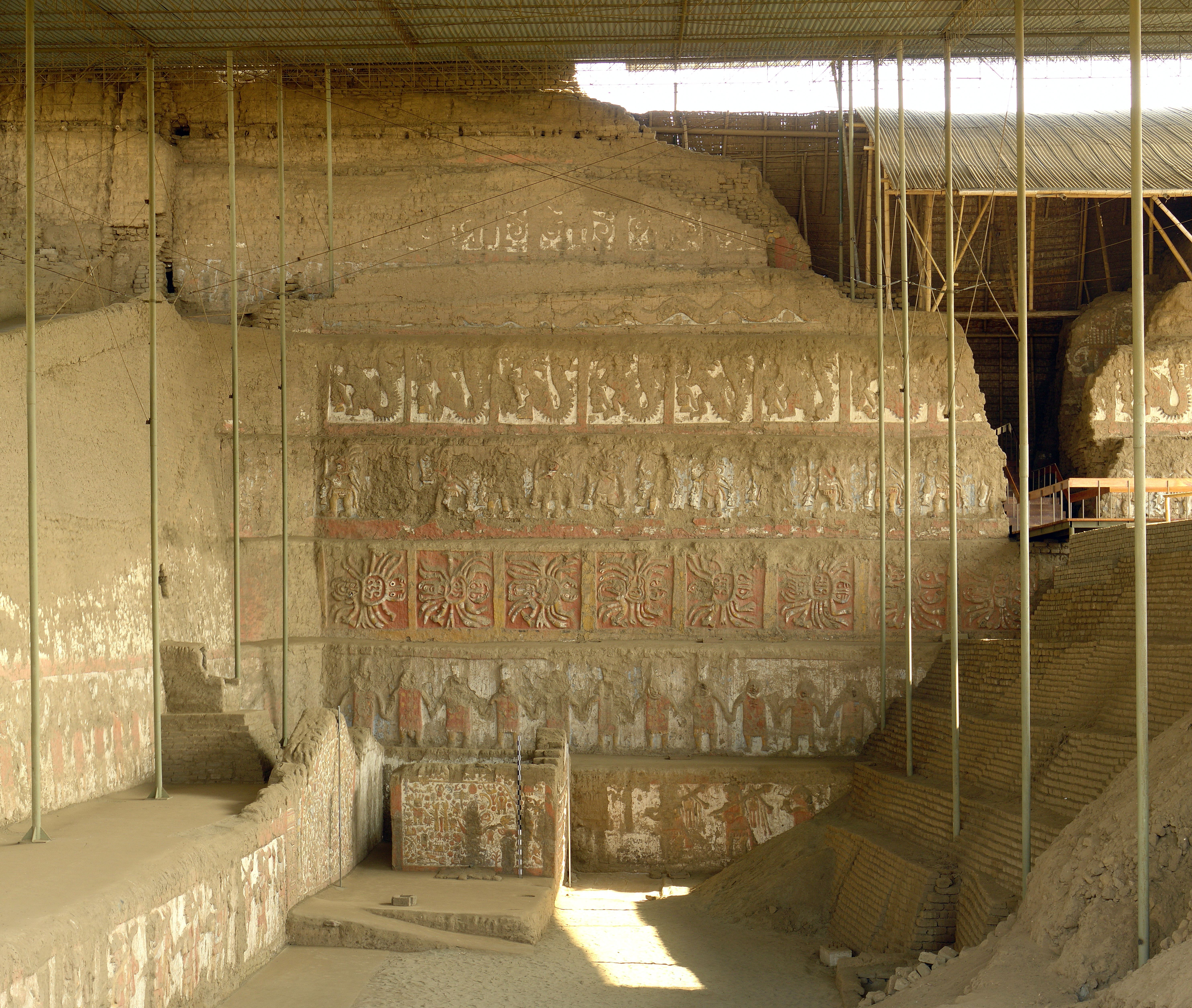
Настінні розписи, культура Моче, Храм Місяця, Перу
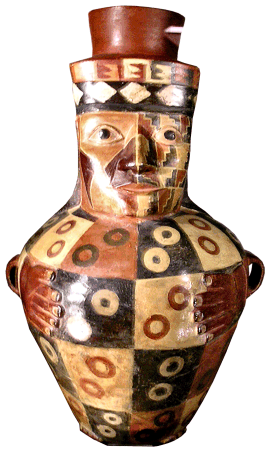
Розписна урна, культура Уарі, Перу
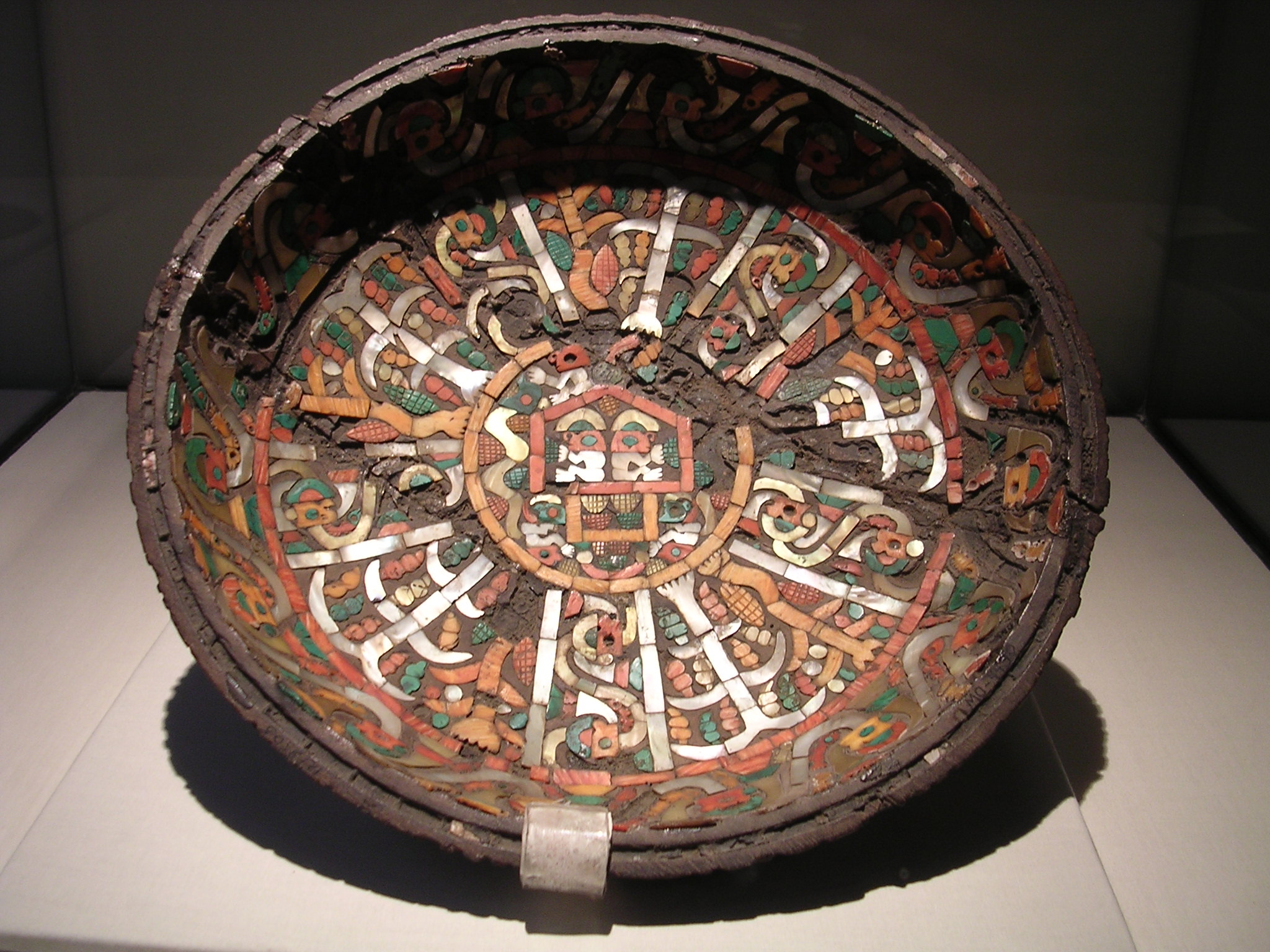
Перуанський посуд, Музей нації, Ліма, Перу
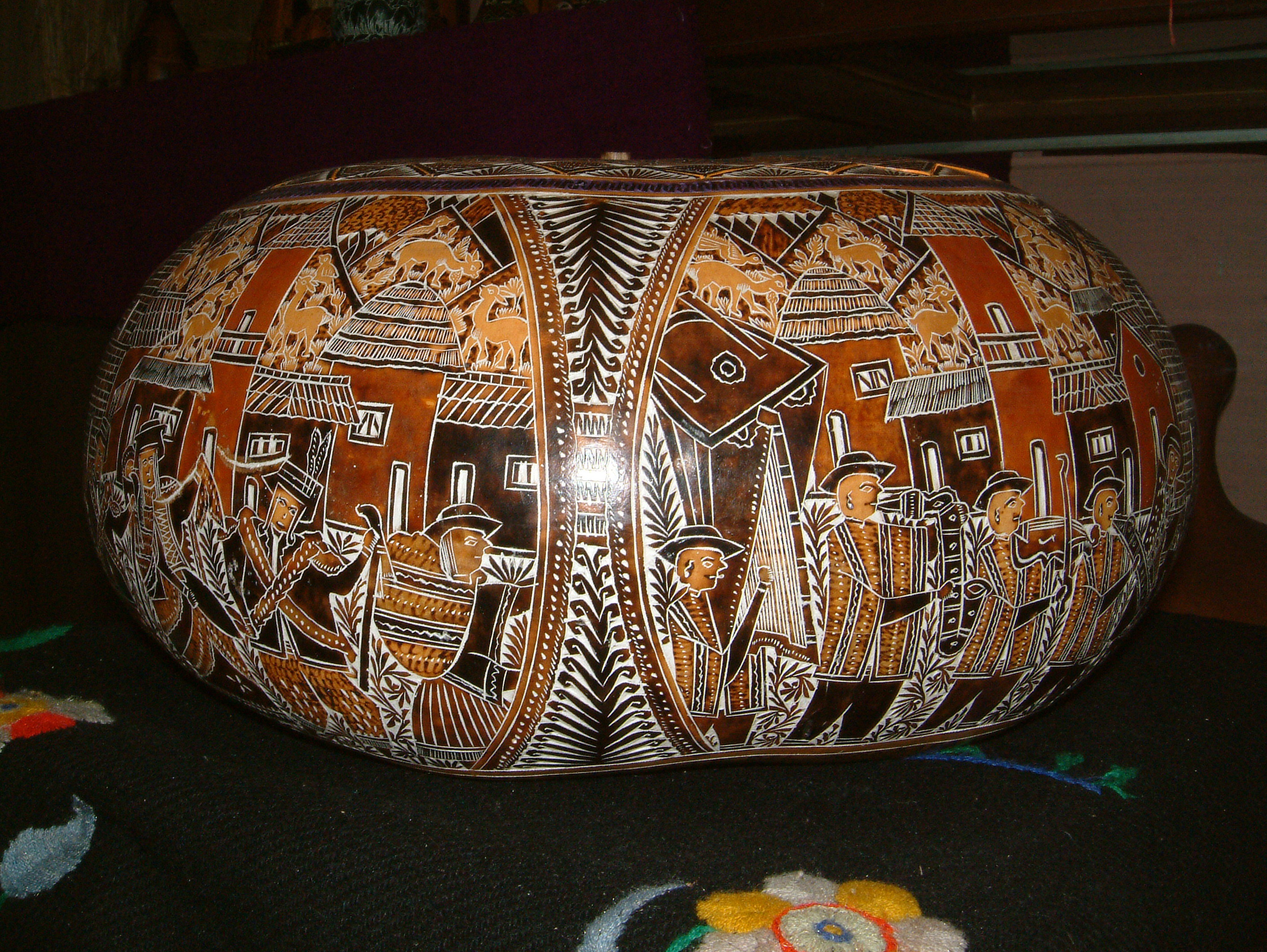
Перуанський калабас
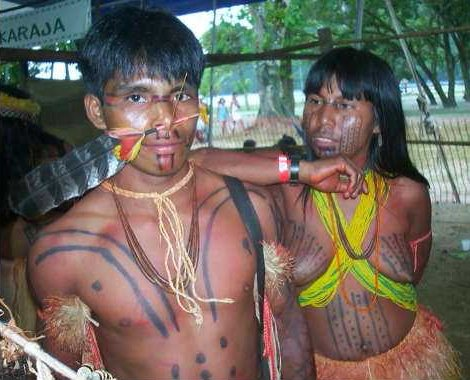
Розфарбування на тілі, аборигени Бразилії (фото близько 2000 року)